# شاتیون-لا-پالود
شاتیون-لا-پالود (به فرانسوی: Châtillon-la-Palud) یک کمون در فرانسه است که در Canton of Chalamont واقع شده‌است.

## خصوصیات
شاتیون-لا-پالود ۱۴٫۰۱ کیلومترمربع مساحت و ۱٬۴۹۶ نفر جمعیت دارد.